# Cheilinus fasciatus
Labre à poitrine rouge, Vieille rayée
Espèce
Statut de conservation UICN

 LC  : Préoccupation mineure
Cheilinus fasciatus, communément nommé Labre à poitrine rouge ou Vieille rayée, est une espèce de poisson marin de la famille des Labridae.

## Répartition
Le Labre à poitrine rouge est présent dans les eaux tropicales de la région Indo/Ouest Pacifique, mer Rouge incluse.

## Description

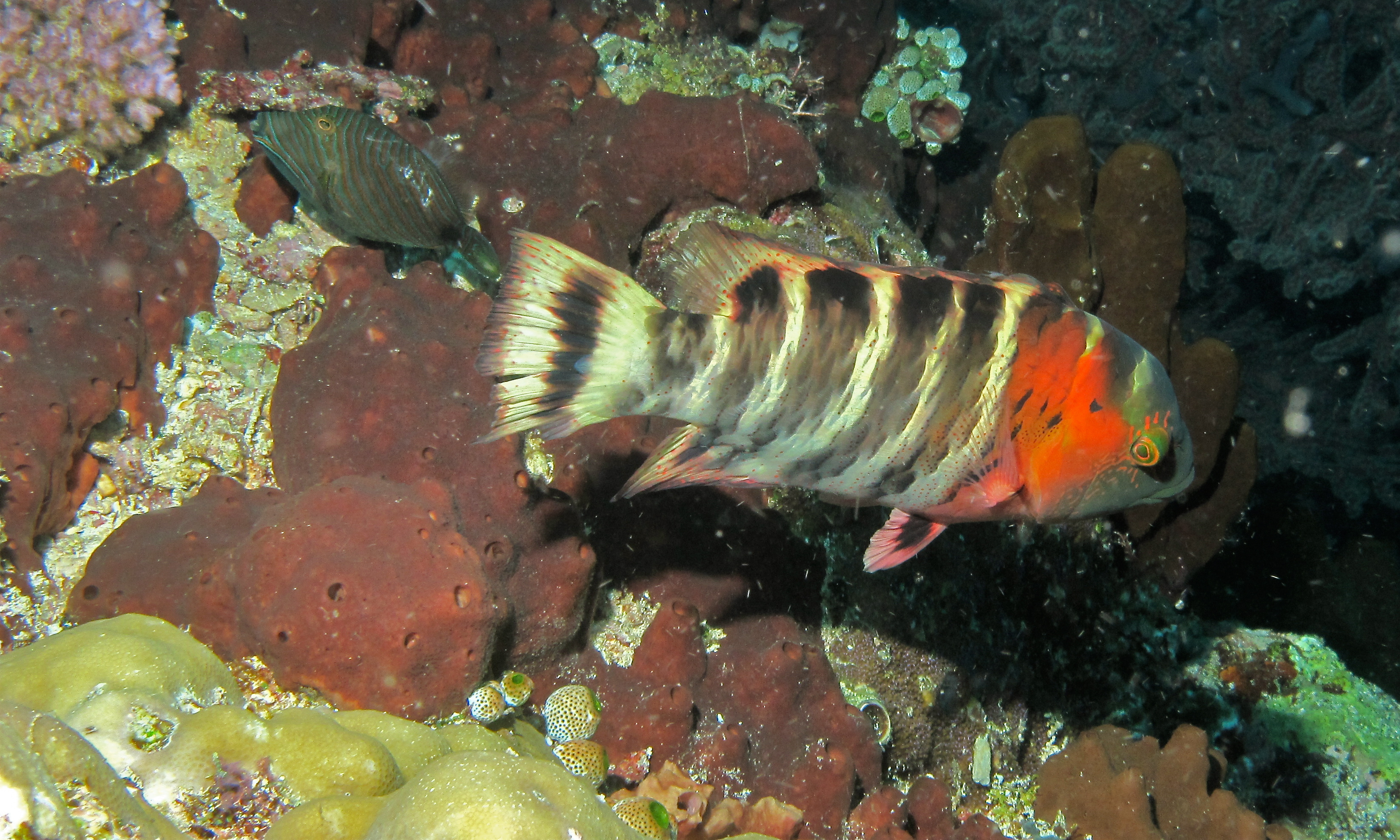
Labre à poitrine rouge (Sulawesi, Indonésie).

Sa taille maximale est de 40 cm.

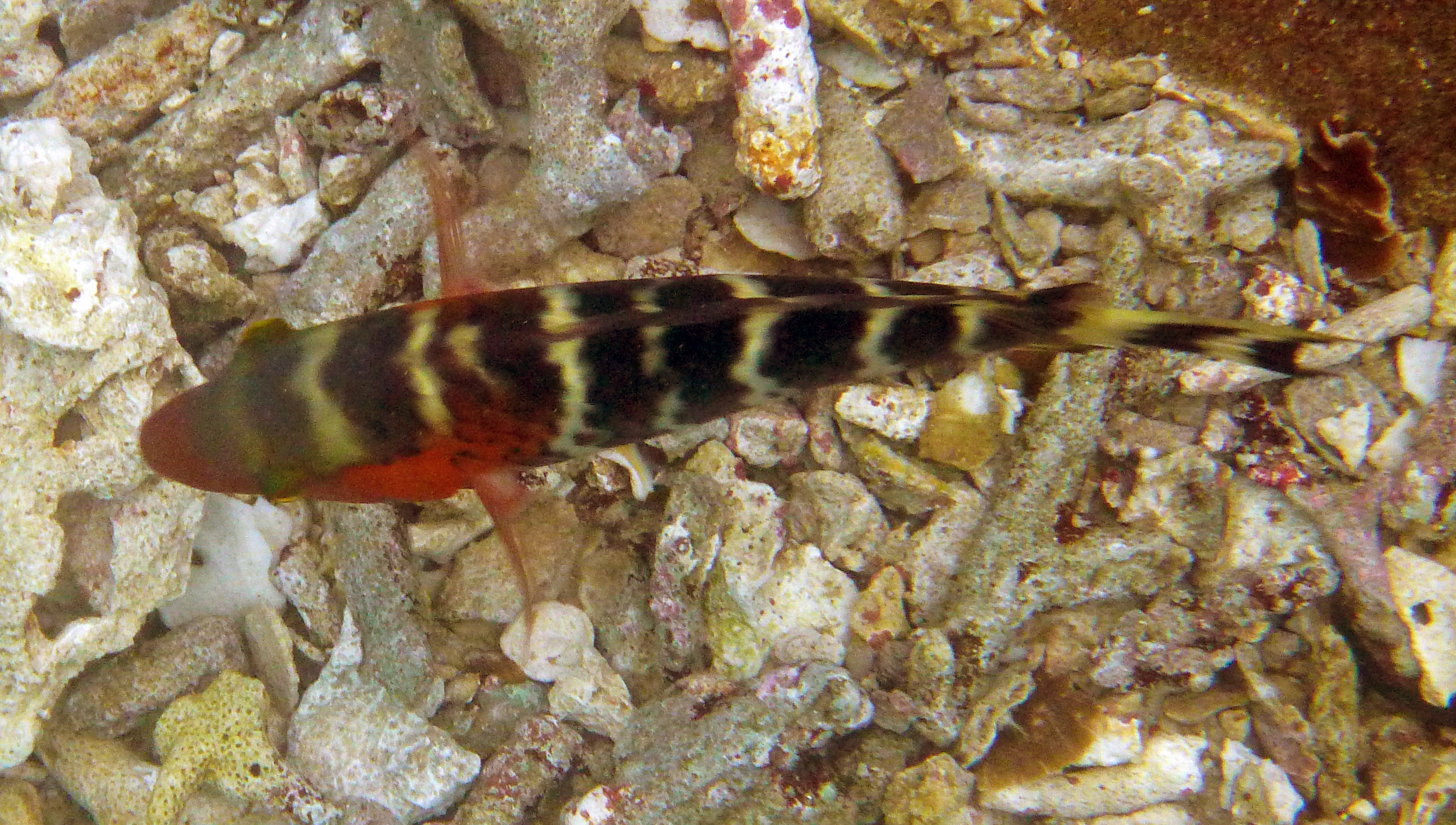
Vieille rayée, île de Ko Tao, Thaïlande